# Josef Oscar Almqvist

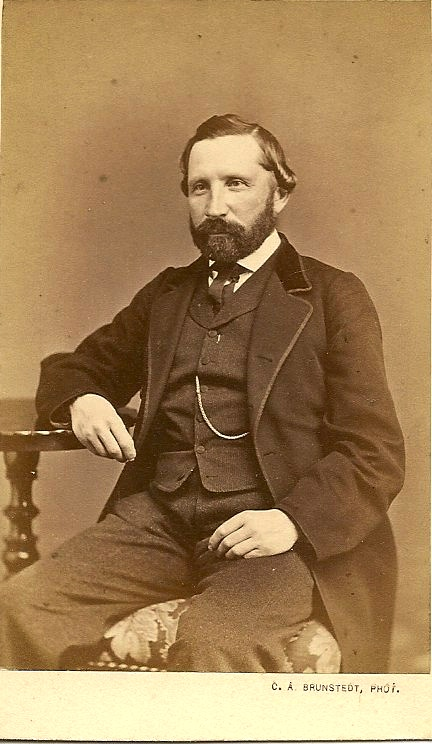
Josef Oscar Almqvist, fotograferad av G. A. Brunstedt.

Josef Oscar Almqvist (i riksdagen kallad Almqvist i Bladviken), född 12 januari 1825 i Råneå församling, Norrbottens län, död 19 februari 1876 i Finska församlingen, Stockholms stad, var en svensk lantbrukare och politiker. Han företrädde bondeståndet i Norrbottens läns norra domsaga vid ståndsriksdagarna 1859/60, 1862/63 och 1865/66.

## Riksdagsuppdrag

### Riksdagen 1859/60
- Ledamot i expeditionsutskottet.
- Ledamot i bondeståndets enskilda besvärsutskott.
- Deputerad att övervara invigningen av Utmelandsmonumentet i Mora.

### Riksdagen 1862/63
- Elektor för bondeståndets utskottsval.
- Ledamot i förstärkta lagutskottet.
- Deputerad att övervara inivigningen av Västra stambanan.

### Riksdagen 1865/66
- Elektor för bondeståndets utskottsval.
- Ledamot i bankoutskottet.
- Ledamot i Opinionsnämnden.